# 夏培粛
夏培粛（か ばいしゅく, 1923年7月28日 – 2014年8月27日）は、中国の計算機科学者、大学教員で、中国における計算機科学領域の初期の研究開発を行ったことで知られる。中国国産初の汎用電子計算機 Model 107 の開発リーダーであり、「中国のコンピュータサイエンスの母」と呼ばれる。1991年に、夫の楊立銘とともに中国科学院院士に選出された。2010年には中国計算機学会から特別功労賞を授与された。
2015年、中国計算機学会は、中国のコンピュータサイエンスの先駆者である夏を記念して、「コンピュータサイエンス、エンジニアリング、教育、業界における卓越した貢献と成果」が認められた女性研究者とエンジニアに、毎年、夏培粛賞を授与することとした。

## 生まれと教育
夏は1923年7月28日に四川省重慶市で生まれた。実家は教員一家で、祖父は清朝後期の科挙の秀才科目で合格し、40年間教師を務めていた。父は、県レベルの科挙の挙人に合格し、江津区内で学校を運営していた。母は、江津女子中等学校の教員を勤め、江津女子小学校の校長も務めた。
家庭内での個人指導を受けて、夏は若くして、古代中国の散文と数学の科目の基礎を十分に固めていた。14歳の時、南渝中学校（現在の重慶南開中学校）に入学し、常にクラスのトップの成績を修め、特に数学に秀でていた。1939年、日中戦争のさなか、夏は江津郡の第9中学校への転校を余儀なくされた。1940年に学級トップの成績で高校を卒業すると、同年に国立中央大学の電気工学専攻の学科に入学した。
学士号を取得した後、1945年から1947年、夏は国立交通大学電子通信研究所で大学院の研究に従事した。1947年、夏は英国エディンバラ大学で電気工学の博士課程へ進学し、1950年には「On Parametric Oscillations in Electronic Circuits. (II) A Graphical Analysis for Non-Linear Systems」と題する学位論文に基づいて博士号を得た。

## キャリア
中華人民共和国の建国から2年後、夏は夫・楊立銘とともに1951年に中国に帰国すると、清華大学電気工学部において准教授の職を得た。
1952年秋に数学者華羅庚が中国国内初の電子計算機の開発を始めると、夏を他2名の研究者とともに雇い入れて、中国科学院における開発プロジェクトの指導にあたらせた。これが夏のキャリアの分岐点となった。4年後には、中国科学院の計算機技術研究所の設立にあわせて教授になり、残りのキャリアをその研究所で過ごすことになった。開発プロジェクトを率いた他の2名の研究者がプロジェクトを離れると、1958年には、夏が中国国産初の汎用電子コンピューター、Model 107の開発を主導した。現在では、彼女は「中国のコンピュータサイエンスの母」として高く評価されている。
夏は、中国における高速コンピュータの研究と設計において多数の貢献を行った。さらに、高速アレイプロセッサと複数の並列コンピュータの設計にも貢献した。また、彼女は1978年の『Chinese Journal of Computers』誌の創設、さらに1986年の英文論文誌『Journal of Computer Science and Technology』創設も支援した。
1956年3月には、夏は中国国内初のコンピュータ理論のコースを教授するとともに、国内初のコンピュータサイエンスの教科書「Principles of the Electronic Computer」を執筆した。中国科学技術大学が1958年に創立されるとコンピュータサイエンス学部の責任者となった。1956年から1962年までのあいだに700名以上の学生に教育を行った。
夏は60名以上の大学院生の指導を行い、うち2名は博士論文に対する国内の上位賞を受賞した。指導学生の中には、曙光スーパーコンピュータの開発を率いた李国杰、龍芯CPUのチーフアーキテクトを務めた胡偉武などがいた。龍芯が国産初のCPUを2002年に発表した時には、胡は夏の50年以上にわたるキャリアを祝ってXia-50と名付けた。
1991年、夏と夫・楊立銘の両者は中国科学院の院士に選出された。彼女の中国国内のコンピュータ産業への貢献を記念して、中国計算機学会は2010年に終身成就賞を授与した。

## 私生活
1945年に夏は国立中央大学の卒業生・楊立銘と出会い、両者がともにエディンバラ大学に留学中だった1950年に結婚した。楊はのちに著名な理論物理学者となった。夫婦は2人の息子をもうけた。子供たちは2人とも両親のあとを追い、それぞれ計算機科学者と物理学者となった。
夏は2014年8月27日に91歳で亡くなった。

## 著作
- Hsia, Pei-Su (1950). I. On parametric oscillations in electronic circuits; and, II. A graphical analysis for non-linear systems (PhD thesis). University of Edinburgh. hdl:1842/34690。